# 法正林
法正林（ほうせいりん）とは、毎年の成長量に見合う分の立木を伐採、植林することで、持続な森林経営が実現させる森林のことである。人工林において、この理論が実践されれば、永続的な森林が形成されることとなるが、自然災害や経済を取りまく変化など外因に左右されやすく、100年といった単位で継続された事例は乏しい。

## 概要
- 19世紀、フンデス・ハーゲンが提唱した林業の理論体系であり、ドイツやフランスなど欧州の林業界において重要な基礎理論となった。
- 日本には、明治初期に紹介され、数式に裏付けられた近代的な理論として定着。後の林業に大きな影響を与えた。
- 実際の森林経営は、木材の需要量や価格、災害などに大きく左右されやすく、法正林の理論を長期間にわたり実践することは難しいものであった。
- 日本の森林はドイツと異なり、急峻な地形が多いこと、地租改正の影響などで大規模な山林所有者が少なかったこと等から、伐採地を輪番的に移動させる思想とはギャップがあった。
- 本家のドイツでも、二度にわたる世界大戦に伴う国土荒廃、インフレーション、戦後賠償などにより経済的な荒廃、法正林思想は早々に破綻した。また、1990年代に発生した風水害により多数の倒木が発生すると、多様な生態系（樹種）に配慮した森林施業への模索が行われるようになった。